# Symblepharis sinensis
Symblepharis sinensis är en bladmossart som beskrevs av C. Müller 1898. Symblepharis sinensis ingår i släktet Symblepharis och familjen Dicranaceae. Inga underarter finns listade i Catalogue of Life.